# Saint-Martin-le-Redon
Saint-Martin-le-Redon é uma comuna francesa na região administrativa de Occitânia, no departamento de Lot. Estende-se por uma área de 10,6 km². Em 2010 a comuna tinha 212 habitantes (densidade: 20 hab./km²).